# The Holiday (bande originale)
The Holiday - Original Motion Picture Soundtrack du compositeur américain Hans Zimmer, est la bande originale distribué par Varèse Sarabande de la comédie sentimentale américaine, The Holiday réalisé par Nancy Meyers en 2007.

## Liste des titres
Toute la musique est composée par Hans Zimmer.
| 1.    | Maestro                 | 3:54 |
| 2.    | Iris and Jasper         | 3:24 |
| 3.    | Kayak for One           | 1:31 |
| 4.    | Zero                    | 2:45 |
| 5.    | Dream Kitchen           | 1:36 |
| 6.    | Seperate Vacations      | 1:48 |
| 7.    | Anything Can Happen     | 0:49 |
| 8.    | Light My Fire           | 1:14 |
| 9.    | Definetly Unexpected    | 3:35 |
| 10.   | If I Wanted To Call You | 1:51 |
| 11.   | Roadside Rhapsody       | 1:39 |
| 12.   | Busy Guy                | 1:28 |
| 13.   | For Nancy               | 1:28 |
| 14.   | It's Complicated        | 1:00 |
| 15.   | Kiss Goodbye            | 2:33 |
| 16.   | Verso E Prosa           | 1:59 |
| 17.   | Meu Passado             | 1:25 |
| 18.   | The "Cowch"             | 2:42 |
| 19.   | Three Musketeers        | 2:45 |
| 20.   | Christmas Surprise      | 2:33 |
| 21.   | Gumption                | 3:45 |
| 22.   | Cry                     | 2:39 |
| 48:23 |                         |      |

## Musiques additionnelles
- Outre les titres présents, sur l'album, on entend aussi durant le film les morceaux suivants [1]:
  - Last Christmas (1984)
    - Écrit par George Michael
    - Interprété par Wham!
    - Avec l'aimable autorisation de Columbia Records et Sony BMG Music Entertainment (UK) Ltd.
    - Par arrangement avec Sony BMG Music Entertainment (UK) Ltd.

  - It May Be Winter Outside (But in My Heart It's Spring) (1966)
    - Écrit par Barry White et Paul Politi
    - Interprété par Love Unlimited
    - Avec l'aimable autorisation de The Island Def Jam Music Group
    - Sous licence d'Universal Music Enterprises

  - Have Yourself a Merry Little Christmas (1944)
    - Écrit par Ralph Blane and Hugh Martin
    - Interprété par James Taylor
    - Avec l'aimable autorisation de Columbia Records
    - Par arrangement avec Sony BMG Music Entertainment (UK) Ltd.

  - Best of My Love (1977)
    - Écrit par Al McKay et Maurice White
    - Interprété par The Emotions
    - Avec l'aimable autorisation de Rhythym Records, Inc.

  - Winter Wonderland (1934)
    - Musique de Felix Bernard
    - Parole de Richard B. Smith
    - Interprété par Darlene Love
    - Avec l'aimable autorisation de Phil Spector Records, Inc.
    - Par arrangement avec ABKCO Records

  - Rockin' Around the Christmas Tree (1958)
    - Écrit par Johnny Marks
    - Interprété par Brenda Lee
    - Avec l'aimable autorisation de Geffen Records
    - Sous licence d'Universal Music Enterprises

  - Mr. Brightside (2003)
    - Écrit par Brandon Flowers, Dave Keuning, Mark Stoermer and Ronnie Vannucci
    - Interprété par The Killers
    - Avec l'aimable autorisation de The Island Def Jam Music Group
    - Sous licence d'Universal Music Enterprises

  - Toto and Alfredo (1989)
    - Écrit par Ennio Morricone et Andrea Morricone
    - Avec l'aimable autorisation d'EMI General Music Srl

  - Projection for Two (1989)
    - Écrit par Ennio Morricone et Andrea Morricone
    - Avec l'aimable autorisation d'EMI General Music Srl

  - It's a Shame (1970)
    - Écrit par Stevie Wonder, Syreeta[2] et Lee Garrett
    - Interprété par The Spinners
    - Avec l'aimable autorisation de Motown Records
    - Sous licence d'Universal Music Enterprises

  - Are You Gonna Be My Girl (2003)
    - Écrit par Nic Cester[3], Cameron Muncey
    - Interprété par Jet
    - Avec l'aimable autorisation d'Atlantic Recording Corp.
    - Par arrangement avec Warner Music Group Film & TV Licensing

  - Let Go (2002)
    - Écrit par Imogen Heap et Guy Sigsworth
    - Interprété par Frou Frou
    - Avec l'aimable autorisation d'Universal-Island Records Ltd.
    - Sous licence d'Universal Music Enterprises

  - Christmas Waltz (1954)
    - Musique de Jule Styne
    - Parole de Sammy Cahn
    - Interprété par Eddie Higgins Trio
    - Avec l'aimable autorisation de Sunnyside Records

  - Wade in the Water (1966)
    - Écrit par Ramsey Lewis
    - Interprété par Ramsey Lewis Trio
    - Avec l'aimable autorisation de The Verve Music Group
    - Sous licence d'Universal Music Enterprises

  - Flight of the Foo Birds (1957)
    - Écrit par Neal Hefti
    - Interprété par Count Basie and His Orchestra[4]
    - Avec l'aimable autorisation d'EMI Film & Television Music
    - Sous licence d'EMI General Music Srl

  - Moonglow (1934)
    - Écrit par Edgar De Lange[5], Will Hudson et Irving Mills
    - Interprété par Claude Bolling Big Band avec Stéphane Grappelli
    - Avec l'aimable autorisation de Groupe Fremeaux Colombini SA-Claude Bolling
    - Sous licence de Milan Entertainment, Inc.

  - Got to Be Real (1978)
    - Écrit par David Foster, David Paich and Cheryl Lynn
    - Interprété par Cheryl Lynn
    - Avec l'aimable autorisation de Cheryl Lynn Productions

  - Sha-La-La (Make Me Happy) (1974)
    - Écrit et interprété par Al Green
    - Avec l'aimable autorisation de Hi Records
    - Sous licence d'EMI Film & Television Music

  - Santa Baby (1953)
    - Écrit par Joan Javits, Philip Springer[6], Tony Springer
    - Interprété par Kylie Minogue
    - Avec l'aimable autorisation de Capitol Records
    - Sous licence d'EMI Film & Television Music

  - Chariots of Fire (Les Chariots de feu 1981)
    - Écrit par Vangelis

  - Driving Miss Daisy (Miss Daisy et son chauffeur 1989)
    - Écrit par Hans Zimmer

  - Tara Theme (Autant en emporte le vent 1939)
    - Écrit par Max Steiner

  - Theme from Jaws (Les Dents de la mer 1975)
    - Écrit par John Williams

  - Mrs. Robinson (Le Lauréat 1967)
    - Écrit par Paul Simon

  - Raider's March (Les Aventuriers de l'arche perdue 1981)
    - Écrit par John Williams

  - Have Yourself a Merry Little Christmas (1944)
    - Écrit par Ralph Blane and Hugh Martin
    - Interprété par Ella Fitzgerald
    - Avec l'aimable autorisation de The Verve Music Group
    - Sous licence d'Universal Music Enterprises

  - Just for Now (2004)
    - Écrit et interprété par Imogen Heap
    - Avec l'aimable autorisation de RCA Victor / White Rabbit Records
    - Sous licence de Megaphonic Records Ltd.
    - Par arrangement avec Zync Music Inc.

  - You Send Me (1957) 
    - Écrit par Sam Cooke
    - Interprété par Aretha Franklin
    - Avec l'aimable autorisation d'Atlantic Recording Corp.
    - Par arrangement avec Warner Music Group Film & TV Licensing